# Henry Wolf
Pour les articles homonymes, voir Wolf.
Henry Wolf, le 3 août 1852 à Eckwersheim en France et mort le 18 mars 1916 à New York, est un graveur sur bois d'origine française. Il vit et travaille aux États-Unis pendant sa période de travail la plus influente et jusqu'à sa mort.

## Biographie
Henry Wolf naît le 3 août 1852 à Eckwersheim en France,. Il vit à Strasbourg et étudie auprès de Jacques Levy et expose à Paris. Henry Wolf s'installe à New York en 1871 , où il réalise des gravures sur bois d'œuvres de Gilbert Stuart, Enric Serra Auqué, Frank Weston Benson, Howard Pyle, Henry Salem Hubbell, John Singer Sargent, AB Frost, Jan Vermeer, Jean -Léon Gérôme, Aimé Morot et Édouard Manet ,,,,. Nombre de ses gravures ont été publiées dans le Scribner's Magazine , Harper's Monthly et le Century Magazine. En 1896, il commence à graver ses propres œuvres. Il expose 144 gravures sur bois à l'exposition internationale Panama-Pacific de 1915 à San Francisco. Cette année-là, il obtient le Grand Prix de l'Exposition en gravure. Il meurt chez lui à New York le 18 mars 1916,.

## Conservation
Ses œuvres font notamment partie des collections du Smithsonian American Art Museum, du Metropolitan Museum of Art et du Canton Museum of Art,.

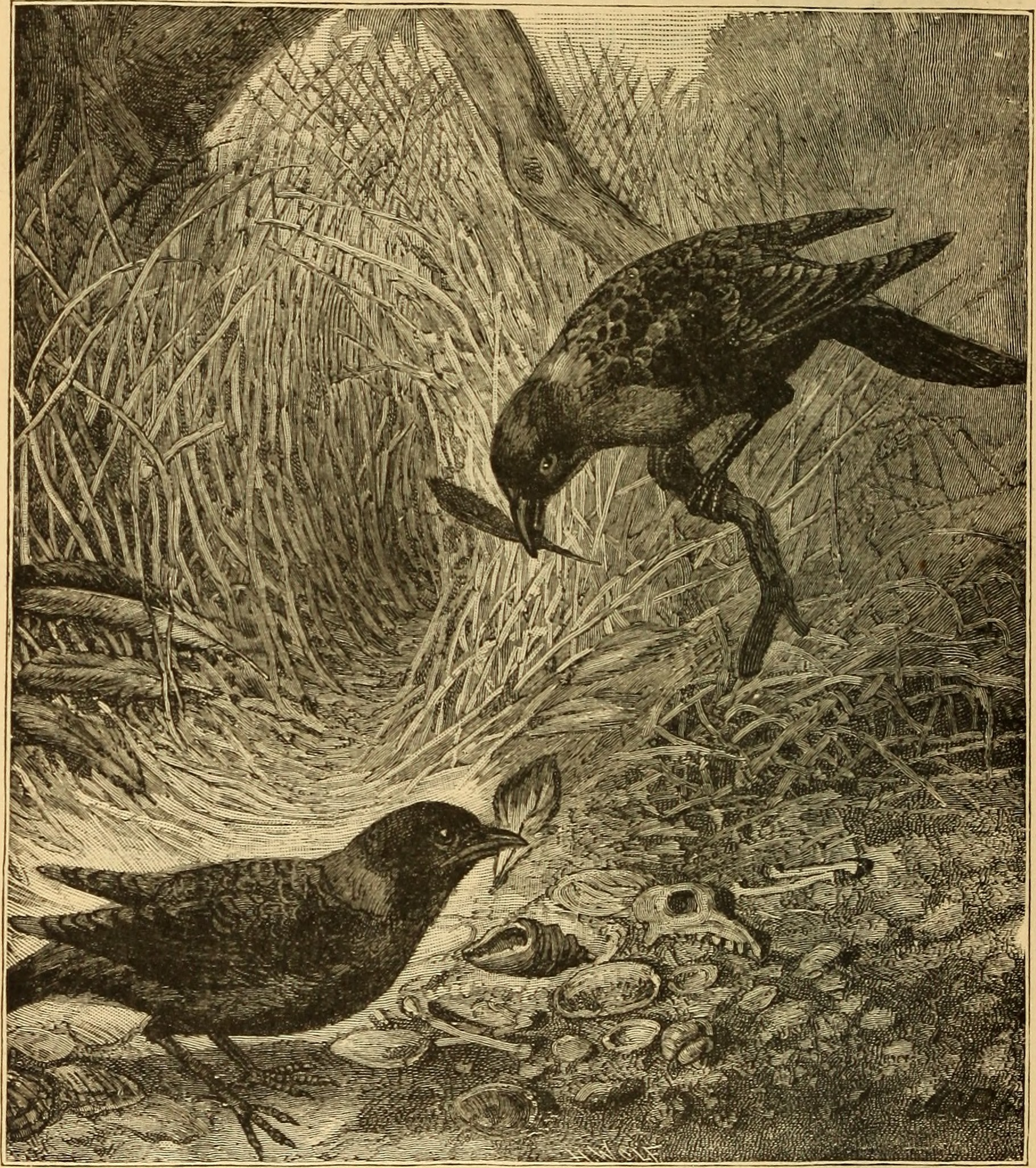
Animal life in the sea and on the land (1887, Bibliothèque du Congrès).
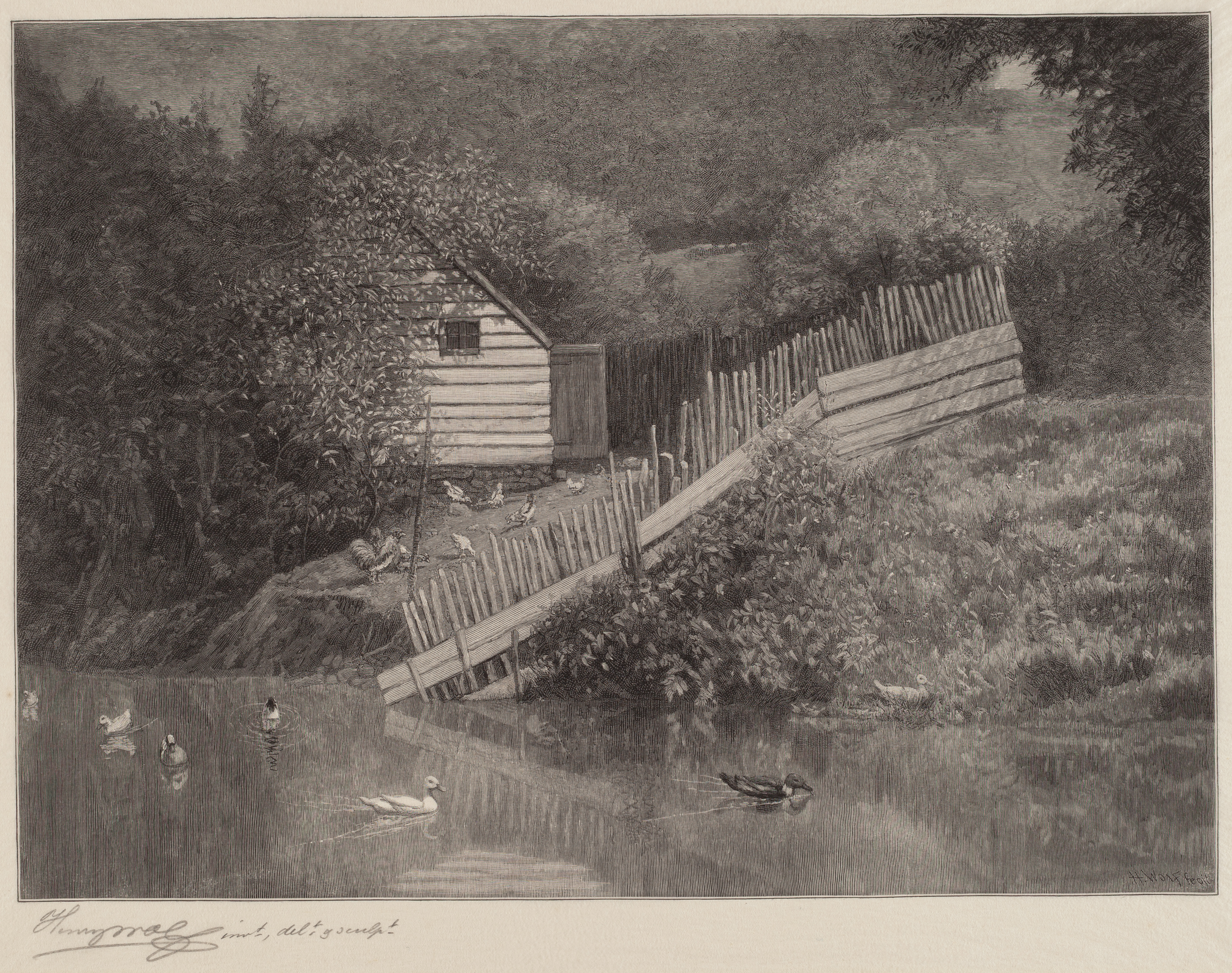
A Duck Pond (1906, National Gallery of Art).
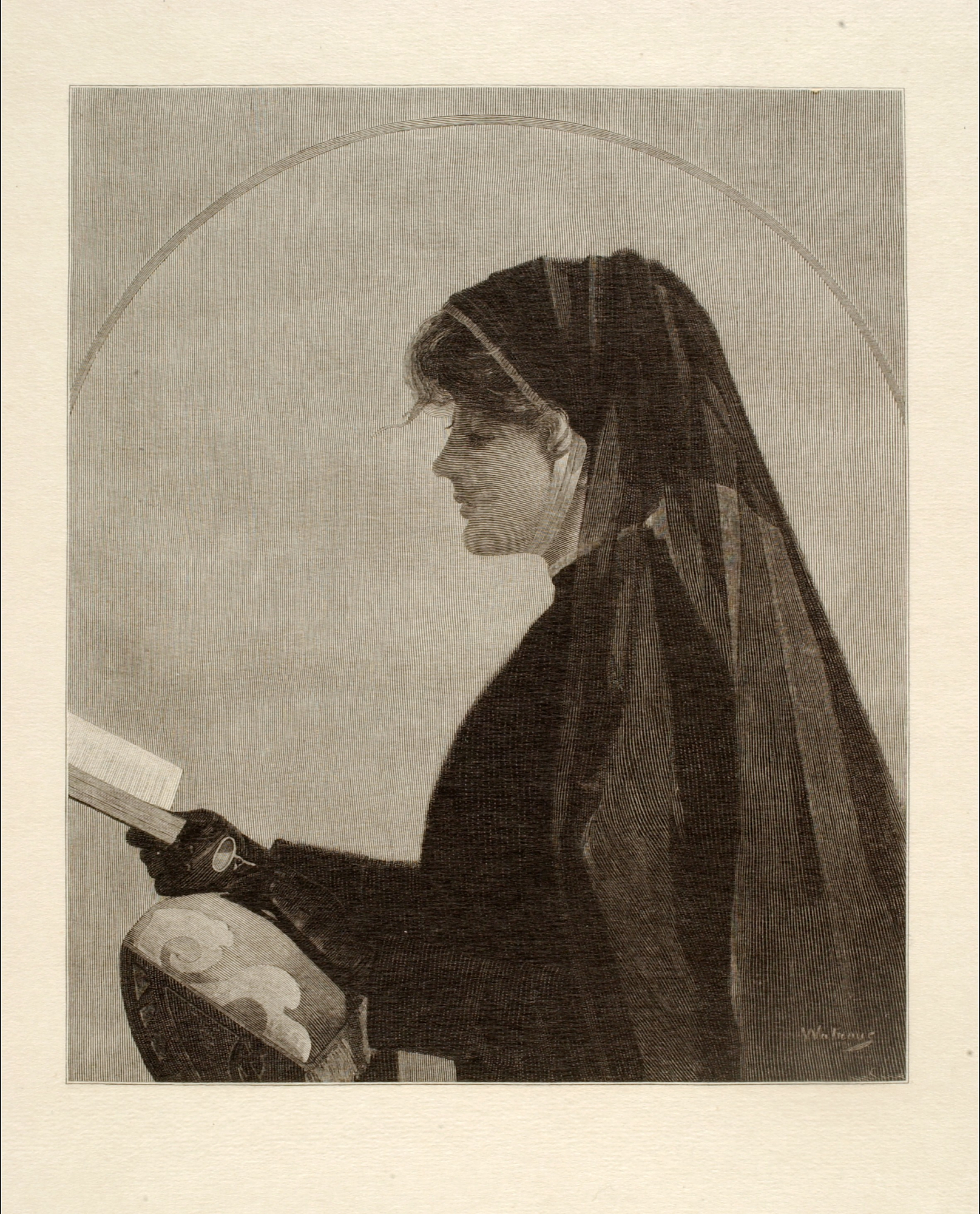
In Church, d'après Harry Watrous (en) (1909, Smithsonian American Art Museum).